# Marguerittes
Marguerittes is een gemeente in het Franse departement Gard (regio Occitanie). De gemeente telde 8.370 inwoners op 1 januari 2022. De plaats maakt deel uit van het arrondissement Nîmes.

## Geschiedenis
Marguerittes ligt op een vruchtbare vlakte buiten Nîmes. Er werd graan geteeld om de naburige stad te voeden. Dit was al zo in de Romeinse tijd toen er op het grondgebied van de huidige gemeente verschillende villa's / landbouwbedrijven lagen. Het aquaduct dat Nîmes van water voorzag, liep ook door Marguerittes.
In de middeleeuwen werd er een feodaal kasteel gebouwd in Marguerittes en werd de plaats versterkt. In het dorp was de priorij Saint Pierre de Marguerittes die afhing van het kapittel van de kathedraal van Nîmes. Het kasteel behoorde toe aan de heren van Marguerittes tot de Franse Revolutie. De laatste heer, Jean Antoine Teissier (1744-1794), was burgemeester van Nîmes en afgevaardigde voor Gard. Hij werd tijdens de terreur ter dood veroordeeld en onthoofd in Parijs. Het kasteel werd geplunderd in 1792. Het werd achtereenvolgens hospitaal, meisjesschool, cultureel centrum en vanaf 1990 gemeentehuis.

## Geografie
De oppervlakte van Marguerittes bedroeg op 1 januari 2022 25,29 vierkante kilometer; de bevolkingsdichtheid was toen 331 inwoners per km².
De autosnelweg A9 loopt door de gemeente.
De onderstaande kaart toont de ligging van Marguerittes met de belangrijkste infrastructuur en aangrenzende gemeenten.

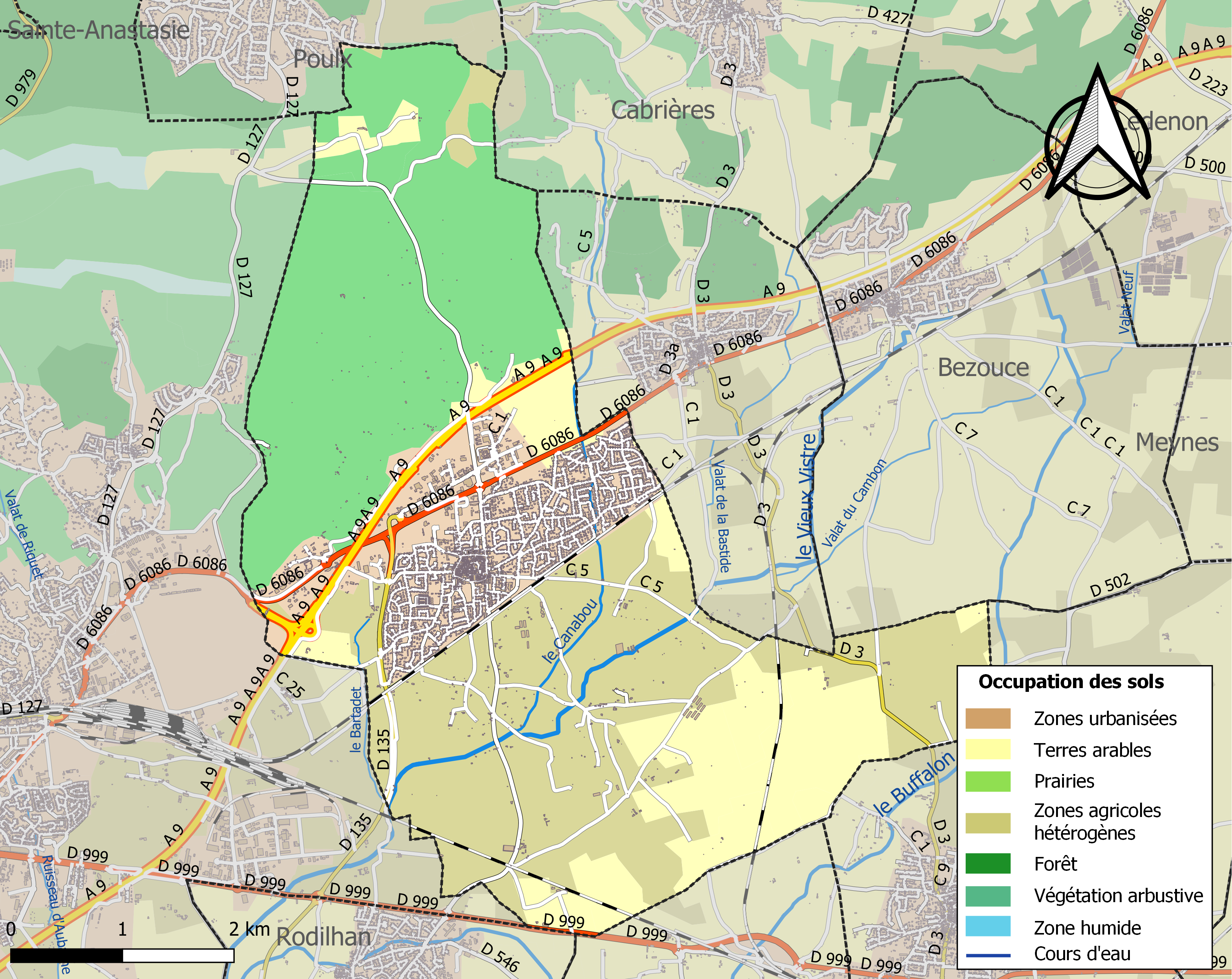

## Demografie
Onderstaande figuur toont het verloop van het inwonertal (bron: INSEE-tellingen).